# Morkavo upės slėnio pievos
Morkavo upės slėnio pievos este o arie protejată (arie specială de conservare — SAC, sit de importanță comunitară — SCI) din Lituania întinsă pe o suprafață de 7 ha, integral pe uscat.

## Localizare
Centrul sitului Morkavo upės slėnio pievos este situat la coordonatele 54°08′30″N 23°43′18″E / 54.1417°N 23.7217°E.

## Înființare
Situl Morkavo upės slėnio pievos a fost declarat sit de importanță comunitară în martie 2004 pentru a proteja un număr necunoscut de specii din flora spontană și fauna sălbatică aflate în arealul zonei. Situl a fost protejat și ca arie specială de conservare în martie 2021.

## Biodiversitate
Situată în ecoregiunea boreală, aria protejată conține 1 habitat natural: Pajiști din zone de pădure fino-scandinave.
La baza desemnării sitului se află un număr nedeclarat de specii protejate.